# Wenn man vom Teufel spricht
Wenn man vom Teufel spricht ist eine Komödie von Enzo Barboni aus dem Jahre 1991 mit Bud Spencer in der Hauptrolle. Alternativtitel ist Das Rhinozeros. Produziert wurde sie von Silvio Berlusconi Communications.

## Handlung
Buddy Webster ist der Inhaber eines kleinen Taxiunternehmens in Miami. Trotz der finanziellen Schwierigkeiten halten seine Fahrer zu ihm und nehmen auch starke Lohnkürzungen in Kauf, um das Unternehmen zu retten, auch wenn sie selbst nicht mehr daran glauben. Denn Rockwood Enterprises, das führende Taxiunternehmen, möchte Buddys Unternehmen aufkaufen. Buddy Webster ist ein braver Familienvater und der Teufel schickt die Verführung in Gestalt der Veronica Flame auf die Erde, um ihn vom rechten Weg abzubringen. Auf der anderen Seite schickt Gott durch den heiligen Bruder den Engel Victor zu Webster, um diesem als göttlicher Ratgeber zur Seite zu stehen, der greift aber oft auf unsanfte Methoden zurück und schmeißt Victor zunächst unsanft aus seinem Haus. Als dieser eine schwere Verletzung vortäuscht, nimmt Buddy ihn aber bei sich auf um ihn „gesund zu pflegen“.
Unterdessen heuert Veronica, als reiche Geschäftsfrau getarnt, Buddy als Fahrer an. Parallel nimmt sie jedoch auch Kontakt zu Morrison, Inhaber von Rockwood, auf, verführt diesen und verspricht ihm im Kampf gegen Buddy zu helfen.
Ein Junge, der bei Buddy im Taxi mitfährt, gibt ihm aus Geldmangel den Inhalt seiner Hosentasche, der ein Lotterielos, das später über 150 Mio. Dollar gewinnt, enthält, ohne dass der junge Mann es weiß. Buddy erfährt dies über die Nachrichten und sucht das Los in seiner Jacke, kann es aber nicht finden. Die Mitglieder von Rockwood wissen ebenfalls von dem Los und die Jagd beginnt. Dabei steht nicht nur das Geld, sondern vor allem Buddys Seele auf dem Spiel. Victor soll erschossen werden, falls Webster das Geld nicht abgeben sollte, wobei sich der Taxifahrer für das Gute entscheidet. Doch auch Veronica entdeckt plötzlich ihr Gewissen und entzieht Morrison die Unterstützung. Der wird schließlich verhaftet und Buddy bekommt das Los. Mit dem Lottogewinn kann er sein Unternehmen retten.
Sowohl Veronica als auch Victor müssen ihr Erdenleben wiederholen, da weder der teuflische noch der göttliche Auftrag erfüllt wurde. Dabei finden die ehemaligen Widersacher offenbar gefallen aneinander und arbeiten fortan beide für Buddys Unternehmen.

## Synchronisation
Die Deutsche Fassung entstand bei Team Synchron in München. Dialogbuch und Regie lagen in den Händen von Sigi Krämer.
| Darsteller        | Rolle                     | Sprecher          |
| ----------------- | ------------------------- | ----------------- |
| Bud Spencer       | John Bull „Buddy“ Webster | Wolfgang Hess     |
| Carol Alt         | Veronica Flame            | Dagmar Heller     |
| Thierry Lhermitte | Victor (Engel)            | Gudo Hoegel       |
| Ian Bannen        | Lucifer/Teufel            | Michael Habeck    |
| Riccardo Pizzuti  | Taxifahrer                | Peter Thom        |
| Jean Sorel        | Heiliger Bruder           | Randolf Kronberg  |
| Sharon Madden     | Betty Webster             | Ruth Küllenberg   |
| Diamy Spencer     | Candice Webster           | Gundula Liebisch  |
| Sean Arnold       | Morrison                  | Reinhard Glemnitz |

## Kritik
„Eine trotz einiger Längen durchaus unterhaltsame Actionkomödie, die amüsante Einfälle mit schlagkräftiger Aktion im Stil der vertrauten Bud-Spencer-Filme mischt.“ urteilte das Lexikon des internationalen Films.
Die Redaktion von Cinema meinte, der Film sei ein „rustikaler Spaß mit ein paar hübschen Ideen“ und fand, „auch ohne Terence Hill hat Bud Spencer genug Drive, um für heiteren Klamauk zu sorgen“.